# 요코하마 대세계

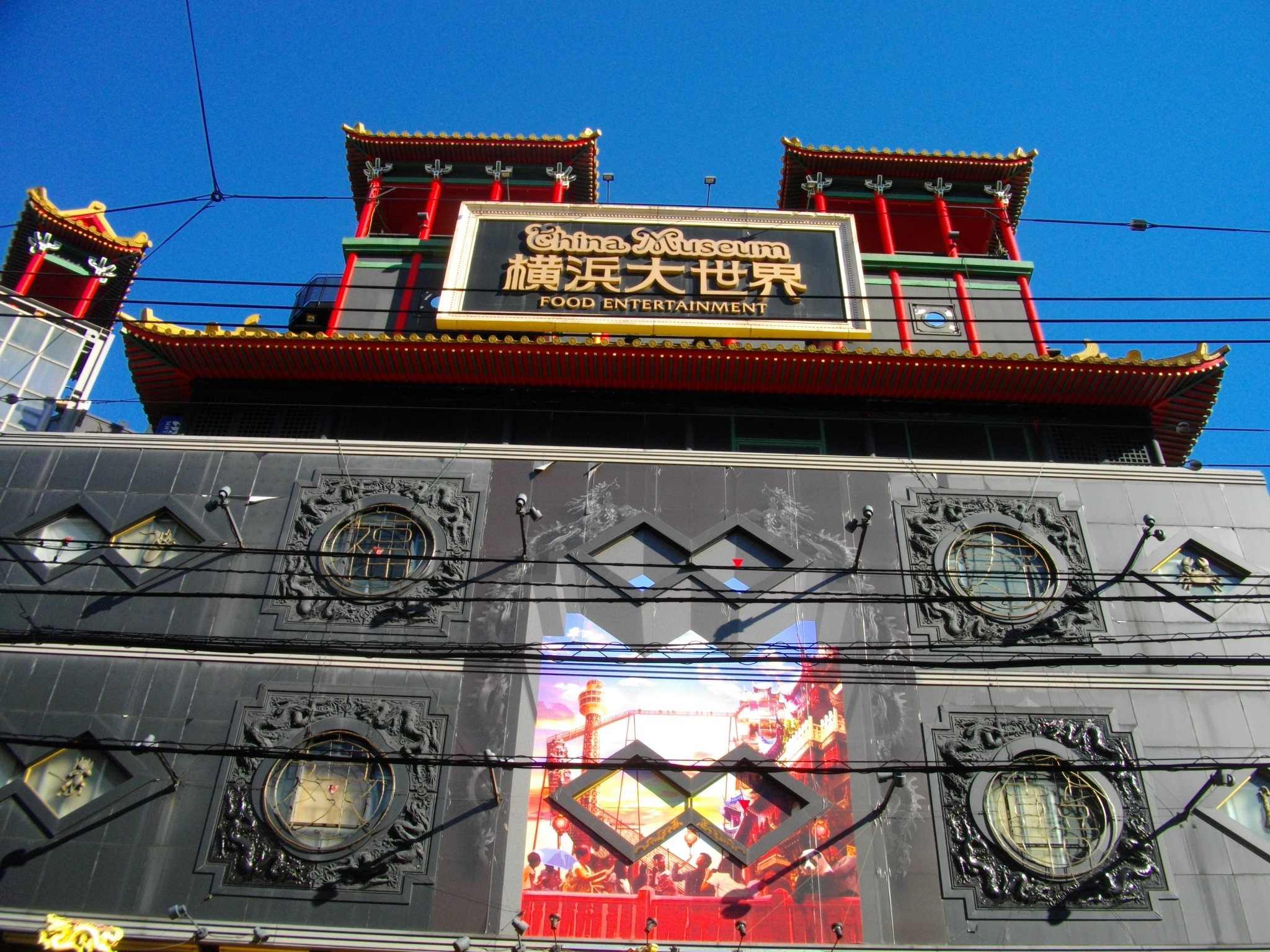

요코하마 대세계(일본어: 横浜大世界 요코하마다이세카이[*])는 일본 가나가와현 요코하마시 나카구에 있는 중국 테마파크이다. 2003년 11월 30일 문을 열었다. 처음에는 '1920~1930년대 상하이'를 테마로 영업을 시작했지만, 2006년 11월 리뉴얼 오픈을 하면서 '중국'으로 테마를 변경하였다. 8층 규모의 건물로 1~2층은 식료품과 잡화를 판매하며, 3~5층은 중국 음식점, 6층은 중국의 전통 예능이 있는 극장, 7~8층은 전시 공간이 있다.